# Linjetegning
En Linjetegning er et sæt af tegninger, der benyttes ved konstruktion af et søfartøj. Linjetegningen fastlægger formen af søfartøjets skrog på grundlag af den beregnede vægt og tyngdepunktsplacering. 
Linjetegningen angiver skibets form og danner grundlag for alle konstruktionstegninger og arbejdstegninger. Ud fra målene, som tages fra linjetegningen, beregnes skibets deplacement, fartkurver etc.
Linjetegningen udtrykkes ved retvinklet projektion på tre planer.

## Diametralplanet
- Diametralplanet er et plan gennem midten af køl og stævn, hvorved skibet bliver delt i to symmetriske halvdele, styrbords-, kaldet opstalten og bagbordsside. Skæringslinjen mellem diametralplanet og dæksfladen kaldes springet.

## Vandlinjeplanet
- Vandlinjeplanet er et plan anbragt i konstruktionsvandlinjen, som deler skibet i et over- og underskib.

## Middelspantplanet
- Middelspantplanet er et plan anbragt vinkelret på de to andre planer og midt imellem perpendikulærerne. Skæringslinjen mellem planet og skibsformen kaldes middelspantet og angives ved et nul/kryds-symbol. Almindeligvis anvendes 11 konstruktionsspanter, som markeres fra 0 til 10, hvor der tælles fra agter og forud. 0 og 10 svarer til henholdsvis agterste og forreste perpendikulær. Skæringslinjen mellem dæksfladen og middelspantplanet kaldes bjælkebugten.

## Hjælpelinjer
- Skæringslinjerne mellem projektionsplanerne og skibet giver kun en lodret- og vandret langskibs- samt en lodret tværskibskontur, hvorfor der indlægges hjælpelinjer i alle planer.